# Diego José de Rejas Peralta
Diego José Martín Ildefonso de Rejas Peralta (Huelma, 11 de noviembre de 1807-Jamilena, 14 de septiembre de 1867) fue un religioso, Siervo de Dios, agustino español, hijo de Juan de Rejas Méndez y Ana Josefa Peralta del Barco, vecinos de Huelma, aunque Ana Josefa era natural de la ciudad de Jaén. Su bautismo se realizó al día siguiente de su nacimiento en la iglesia parroquial de la Inmaculada Concepción de Huelma, de manos del presbítero Pedro de Leiva y Justicia. Ya en el momento de su nacimiento era huérfano de padre, puesto que este había fallecido cuatro meses antes del nacimiento de su único hijo. En septiembre de 1808, su madre Ana Josefa Peralta volvió a casar en segundas nupcias con un  jornalero natural de la aldea de Solera, llamado Juan Justicia.

## Infancia, estudios, ordenación y exclaustración
Durante su niñez fue formado por los padres agustinos del convento de Huelma en las primeras letras y en el estudio de la gramática latina, siendo este el lugar donde probablemente se inició su vocación religiosa. En 1824, tras solicitar ser novicio para religioso de coro, ingresó como tal novicio en el convento de San Agustín de Córdoba. Finalizado su periodo de noviciado, hizo su profesión religiosa en el convento cordobés ante su prior fray Juan Cano. Poco después, en mayo de 1828, se tonsuró y recibió las cuatro órdenes menores en Córdoba de manos del Obispo de Córdoba, Pedro Antonio de Trevilla.
A la edad de 24 años, siendo diácono conventual, fue ordenado presbítero en la iglesia parroquial de los Mártires de la ciudad de Málaga por el obispo malacitano Juan José Bonel y Orbe. Después de dos años de perfeccionamiento y ampliación de sus estudios en Teología obtuvo el grado de Lector. Tras esto fue enviado al convento de San Agustín de la ciudad de Jaén. Sin embargo, su estancia en el convento de Jaén sería breve, ya que a raíz de la desamortización y la ley de extinción de conventos tuvo que dejar el mismo el 8 de marzo de 1836. De vuelta a Huelma, el Padre Rejas estuvo conviviendo con sus familiares y paisanos durante unos años. Durante su estancia le correspondió cobrar una pensión diaria de cuatro reales que había sido impuesta por el Gobierno.

## Estancia en Jamilena
En 1841, a instancias de un dominico, fray Domingo Pajares Pajares, fue enviado por la autoridad eclesiástica con título de predicador a la iglesia parroquial de Ntra. Sra. de la Natividad de Jamilena. Llegado a Jamilena con su anciano padrastro Juan Justicia, que fallecería al poco tiempo, fray Diego José de Rejas se instaló en una modesta casa propiedad de M.ª Jesús Colmenero Martínez, viuda del carpintero Juan Jaén y madre de cuatro hijos.
Durante los veintiséis años que permaneció este en Jamilena, el Padre Rejas fue ejemplo de admirables virtudes cristianas, como reza uno de los capítulos del libro. Según cuenta este a partir de los testimonios que recogió, Diego José de Rejas siempre fue severo para el vicio y el escándalo y afable y gentil con el pecador arrepentido.
El confesionario del Padre Rejas fue en aquellos años centrales del siglo XIX un punto de atracción para numerosos vecinos de Jamilena y de poblaciones cercanas, los cuales buscaban en su voz un punto de consuelo y prudente dirección. Poblaciones cercanas como Andújar, Arjona, Torredonjimeno, etc., eran lugares que el Padre Rejas solía frecuentar muy a menudo y dónde más de una vez intentaron convencerle de que se quedara. El 2 de junio de 1861 otorgaba testamento en Jamilena el Padre Rejas ante el escribano público de Torredonjimeno, Juan Montijano García.

## Muerte y proceso de beatificación
La tarde del 14 de septiembre de 1867, se producía su ya por él anunciada muerte. Muerte que coincidió con el día en que Jamilena festejaba las fiestas mayores en honor al lienzo de Ntro. Padre Jesús Nazareno, patrón de Jamilena, del cual fray Diego José de Rejas fue un gran devoto durante su estancia en este pequeño pueblo. Al día siguiente, durante su multitudinario funeral, se verificaron las solemnes honras fúnebres donde predicó el arcipreste de la Catedral de Jaén, Antonio Cibera y Pérez, previa autorización del Obispo de Jaén. En el mismo participaron Ramón de Torres y Luque, cura coadjutor de la parroquia de Jamilena, e Ildefonso Francés y Espinosa de los Monteros, párroco de Santa Ana y San Amador de Martos. Tras ello se le dio sepultura con entierro de tercera clase en el cementerio de Jamilena, por orden del cura coadjutor de Jamilena, siendo testigos alcalde y tenientes de alcalde de Jamilena.
En 1875 sus restos mortales fueron trasladados desde el cementerio de Jamilena, anejo a la iglesia, hasta el altar mayor del templo donde fueron depositados. Posteriormente en octubre de 1919, debido al gran número de milagros atribuidos al Padre Rejas, se incoó el Proceso de Beatificación ante el Obispo Administrador Apostólico de Jaén, fray Plácido Ángel Rey Lemos. A los pocos días los restos del Padre Rejas fueron exhumados para su examen y reconocimiento por los médicos Manuel Bueno Martínez y Alfonso Sánchez Aguilera. Tras ello los huesos fueron envueltos en un lienzo y depositados en una caja que se situó en un nicho del altar mayor de la iglesia de Jamilena, el cual fue profanado en el saqueo de la iglesia durante la guerra civil española.
En 2007 se está celebrando en Jamilena el Bicentenario de su nacimiento en Huelma en 1807, con numerosos actos entre los que cabe destacar la edición de un libro sobre su biografía y época.